# 關下有知站
關下有知站（日语：／ Seki Shimōchi eki */?）位於岐阜縣關市下有知，是長良川鐵道越美南線的車站。

## 歴史
- 1986年（昭和61年）12月11日 - 日本國有鐵道越美南線交由長良川鐵道運營，同時啟用中濃西高前站（日语：／ Chūnōnishikō-mae Eki）[1]。
- 2004年（平成16年）4月1日 - 中濃西高等学校與中濃高等学校合並為關有知高等学校。
- 2006年（平成18年）4月1日 - 站名更改為關下有知站。

## 車站結構
為單式1面1線的地面車站。

## 利用状況
| 年度               | 1日平均上車人員 | 1日平均上車人員 |
| ------------------ | --------------- | --------------- |
| 2011年（平成23年） | 76              |                 |
| 2012年（平成24年） | 56              |                 |
| 2013年（平成25年） | 40              |                 |
| 2014年（平成26年） | 74              |                 |
| 2015年（平成27年） | 91              |                 |

## 車站周邊
- 岐阜縣立關有知高等學校（日语：岐阜県立関有知高等学校）
- 關市立下有知中學校（日语：関市立下有知中学校）
- 岐阜縣道281号關美濃線（日语：岐阜県道281号関美濃線）

## 相鄰車站
長良川鐵道
越美南線
關市役所前－關下有知－松森

## 脚注
1. 1 2  曽根悟（監修）. 朝日新聞出版分冊百科編集部（編集） , 编. . 週刊朝日百科. 26号 長良川鉄道・明知鉄道・樽見鉄道・三岐鉄道・伊勢鉄道. 朝日新聞出版. 2011-09-18: 11.